# Susanna Wellenbrink

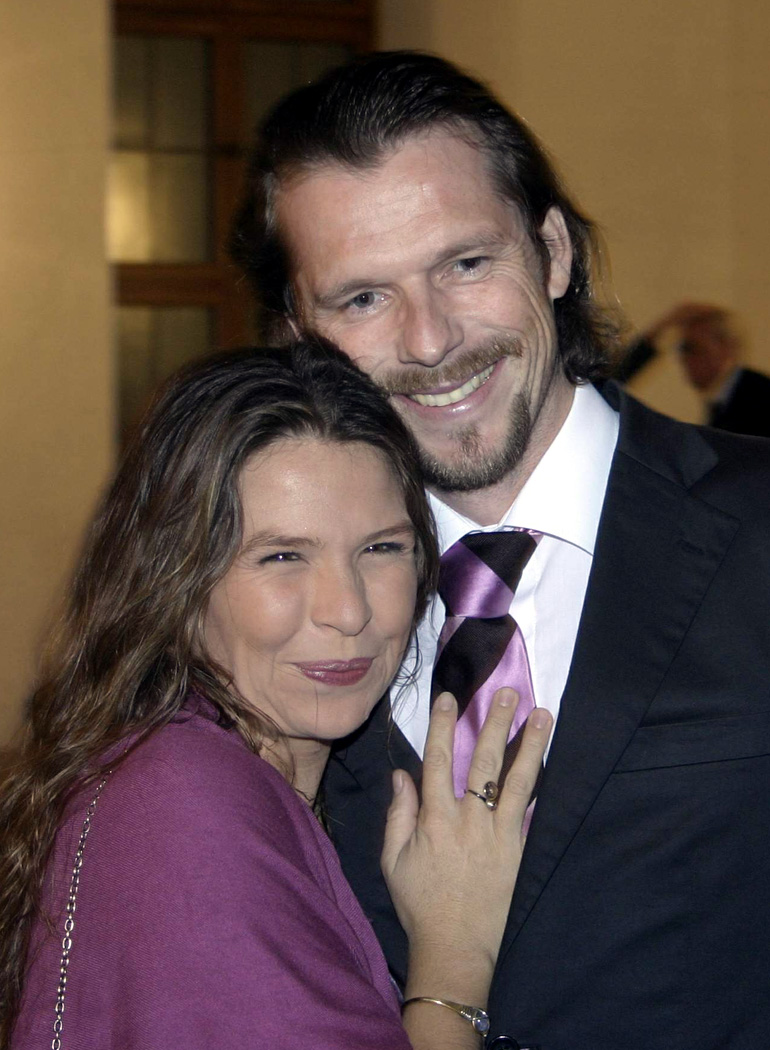
Susanna Wellenbrink mit Peter Brandhuber, 2007

Susanna Wellenbrink (* 23. November 1974 in München) ist eine deutsche Schauspielerin.

## Leben

### Karriere
Sie wurde 1974 in München geboren, ist die Tochter des Schauspielers Egon Wellenbrink und die Halbschwester des Sängers Nico Santos. Ihren ersten Fernsehauftritt hatte sie im Alter von neun Jahren in der Serie Die Krimistunde. Mit zwölf Jahren wurde sie mit einer Hauptrolle in der Serie Die glückliche Familie (1987–1991) neben Maria Schell, Siegfried Rauch und Maria Furtwängler bekannt.
1993 erhielt sie die Goldene Kamera (Lilli-Palmer-Gedächtniskamera) als beste deutsche Nachwuchsschauspielerin für die Hauptrolle der Anja Heinze im TV-Drama Mutter mit 16. Diese Rolle spielte sie auch 1995 in der Fortsetzung Mutter mit 18. Später spielte sie von 1996 bis 1998 in der ARD-Seifenoper Marienhof die Rolle der Elena Zirkowski. Ab 2005 war sie am Theater Neue Schaubühne in München engagiert.

### Privatleben
Von 1998 bis 2000 war sie mit dem Balletttänzer Daniel Ramsbott verheiratet. Aus dieser Ehe stammt die Tochter Mia-Sophie (* 1998). Von 2007 bis 2008 war sie mit dem Gymnasiallehrer Peter Brandhuber verheiratet. Des Weiteren hat sie zwei Söhne aus einer weiteren Beziehung. Seit 2008 lebt sie in Berlin und hat sich weitgehend vom Beruf der Schauspielerin zurückgezogen. In einem Interview, das sie 2021 gab, wurde bekannt, dass sie längere Zeit von Arbeitslosengeld II lebte und weiterhin auf staatliche Unterstützung angewiesen sei.

## Filmografie (Auswahl)
- 1984: Die Krimistunde (Fernsehserie, Folge 11: Es wird Euch leid tun, wenn ich tot bin)
- 1985: Die Krimistunde (Fernsehserie, Folge 18: Ein Verbrechen für Mütter)
- 1987–1991: Die glückliche Familie (Fernsehserie, 52 Folgen)
- 1991: Ruby (Miniserie)
- 1992 Mutter mit 16 (Fernsehfilm)
- 1993–1996: Immer wieder Sonntag (Fernsehserie, 31 Folgen)
- 1994: Ihre Exzellenz, die Botschafterin (Fernsehserie, Folge: Hokuspokus)
- 1994–1997: Frauenarzt Dr. Markus Merthin (Fernsehserie, 15 Folgen)
- 1995 Mutter mit 18 (Fernsehfilm)
- 1996: Und keiner weint mir nach
- 1997–1998: Marienhof (Fernsehserie, 11 Folgen)
- 2000: Für alle Fälle Stefanie (Fernsehserie, 1 Folge)
- 2006: Die Rosenheim-Cops (Fernsehserie, Folge 5.09: Ein Geständnis zu viel)